# Station Chrzypsko Wielkie
Station Chrzypsko Wielkie is een spoorwegstation in de Poolse plaats Chrzypsko Wielkie.